# Kabinett Mischustin II

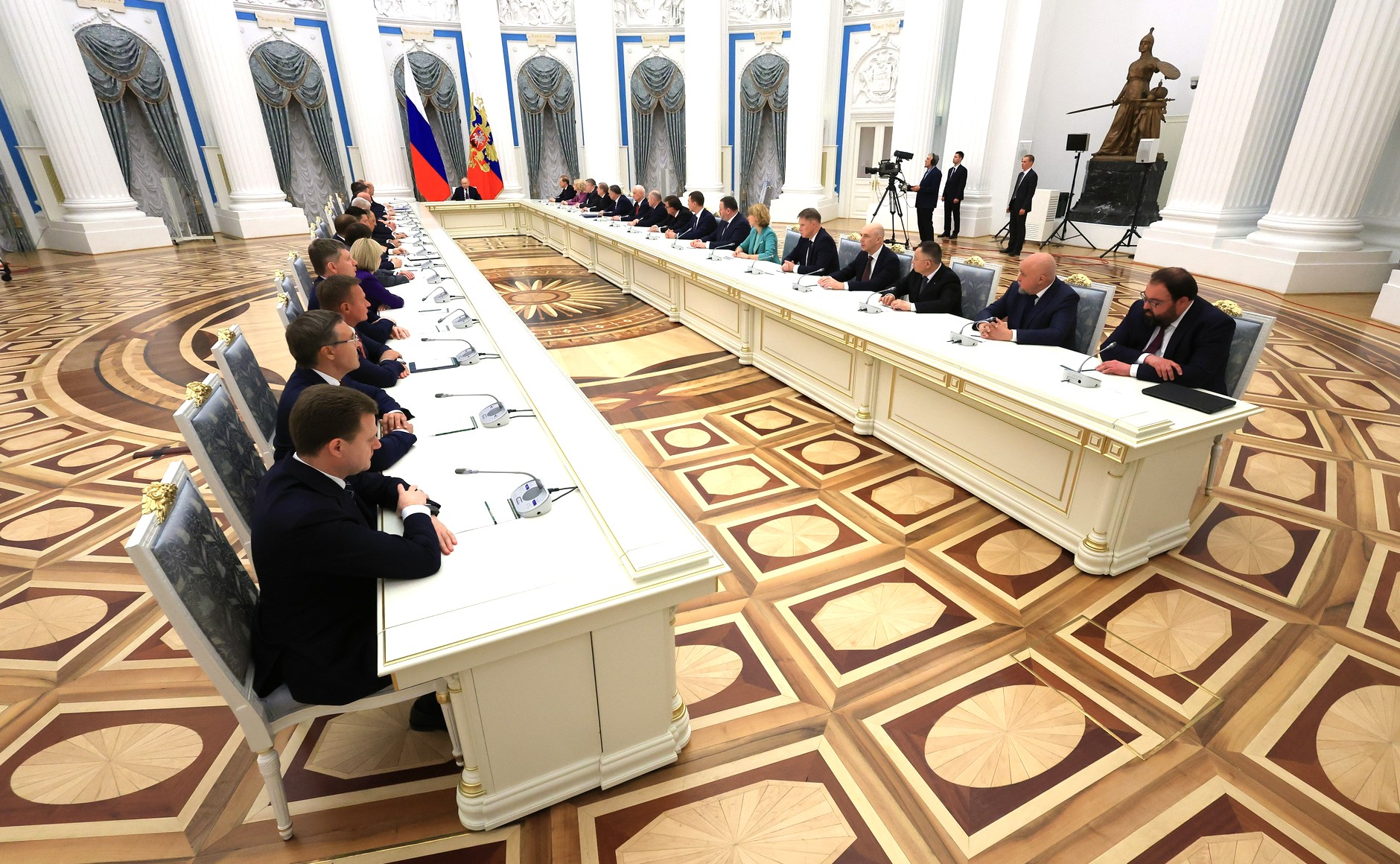
Präsident Putin mit der neuen Regierung im Mai 2024

Das Kabinett Mischustin II bildet seit Mai 2024 die Regierung der Russischen Föderation. Es wurde von Präsident Wladimir Putin nach dessen Sieg bei der Präsidentschaftswahl 2024 gebildet. Am 10. Mai 2024 stimmte die Duma für den von Putin vorgeschlagenen, seit 2020 amtierenden Michail Mischustin als Ministerpräsidenten. Es löste das Kabinett Mischustin I ab. 

## Kabinettsmitglieder
| Amt | Foto | Name                                            | Partei           |
| --- | ---- | ----------------------------------------------- | ---------------- |
| Ministerpräsident |      | Michail Mischustin                              | Parteilos        |
| Erster Stellvertretender Ministerpräsident für technologische Entwicklung und Industrie                                                    |      | Denis Manturow                                  | Einiges Russland |
| Stellvertretender Ministerpräsident und Kabinettschef                                                                                      |      | Dmitri Grigorenko                               | Parteilos        |
| Stellvertretender Ministerpräsident und Bevollmächtigter des Präsidenten im Föderationskreis Ferner Osten                                  |      | Juri Trutnew                                    | Einiges Russland |
| Stellvertretender Ministerpräsident für den Agroindustriellen Komplex, Natürliche Ressourcen und Ökologie                                  |      | Dmitri Patruschew                               | Parteilos        |
| Stellvertretender Ministerpräsident für Bau und Regionalentwicklung                                                                        |      | Marat Chusnullin                                | Parteilos        |
| Stellvertretender Ministerpräsident für eurasische Integration, Zusammenarbeit mit der GUS, BRICS, G20 und internationalen Veranstaltungen |      | Alexei Owertschuk                               | Parteilos        |
| Stellvertretender Ministerpräsident für Wirtschaft und Brennstoff-Energie-Komplex                                                          |      | Alexander Nowak                                 | Einiges Russland |
| Stellvertretende Ministerpräsidentin für Sozialpolitik                                                                                     |      | Tatjana Golikowa                                | Einiges Russland |
| Stellvertretender Ministerpräsident für Wissenschaft, Jugendpolitik, Tourismus, Sport und Kommunikation                                    |      | Dmitri Tschernyschenko                          | Parteilos        |
| Stellvertretender Ministerpräsident für Transport                                                                                          |      | Witali Saweljew                                 | Einiges Russland |
| Ministerin für Landwirtschaft |      | Oksana Luth                                     | Parteilos        |
| Minister für Bau und Wohnungswesen |      | Irek Faisullin                                  | Parteilos        |
| Ministerin für Kultur |      | Olga Ljubimowa                                  | Parteilos        |
| Minister für Verteidigung |      | Andrei Beloussow                                | Parteilos        |
| Minister für die Entwicklung des russischen Fernen Ostens und der Arktis                                                                   |      | Alexei Tschekunkow                              | Parteilos        |
| Minister für digitale Entwicklung, Kommunikation und Massenmedien                                                                          |      | Maksut Schadajew                                | Parteilos        |
| Minister für wirtschaftliche Entwicklung                                                                                                   |      | Maxim Reschetnikow                              | Einiges Russland |
| Minister für Bildung |      | Sergei Krawzow                                  | Parteilos        |
| Minister für Katastrophenschutz |      | Alexander Kurenkow                              | Parteilos        |
| Minister für Energie |      | Sergei Ziwiljow                                 | Einiges Russland |
| Minister für Finanzen |      | Anton Siluanow                                  | Einiges Russland |
| Minister für auswärtige Angelegenheiten |      | Sergei Lawrow                                   | Einiges Russland |
| Minister für Gesundheit |      | Michail Muraschko                               | Parteilos        |
| Minister für Industrie und Handel |      | Anton Alichanow                                 | Einiges Russland |
| Minister für Inneres |      | Wladimir Kolokolzew                             | Parteilos        |
| Minister für Justiz |      | Konstantin Tschuitschenko                       | Einiges Russland |
| Minister für Arbeit und Sozialschutz |      | Anton Kotjakow                                  | Parteilos        |
| Minister für Ökologie und natürliche Ressourcen                                                                                            |      | Alexander Koslow                                | Einiges Russland |
| Minister für Wissenschaft und Hochschulbildung                                                                                             |      | Waleri Falkow                                   | Einiges Russland |
| Minister für Sport |      | Michail Degtjarjow                              | LDPR             |
| Minister für Verkehr |      | Roman Starowoit (bis 7. Juli 2025)              | Einiges Russland |
| Minister für Verkehr |      | Andrei Nikitin (ab 7. Juli 2025, kommissarisch) | Einiges Russland |